# St. Barbara (Rescheid)

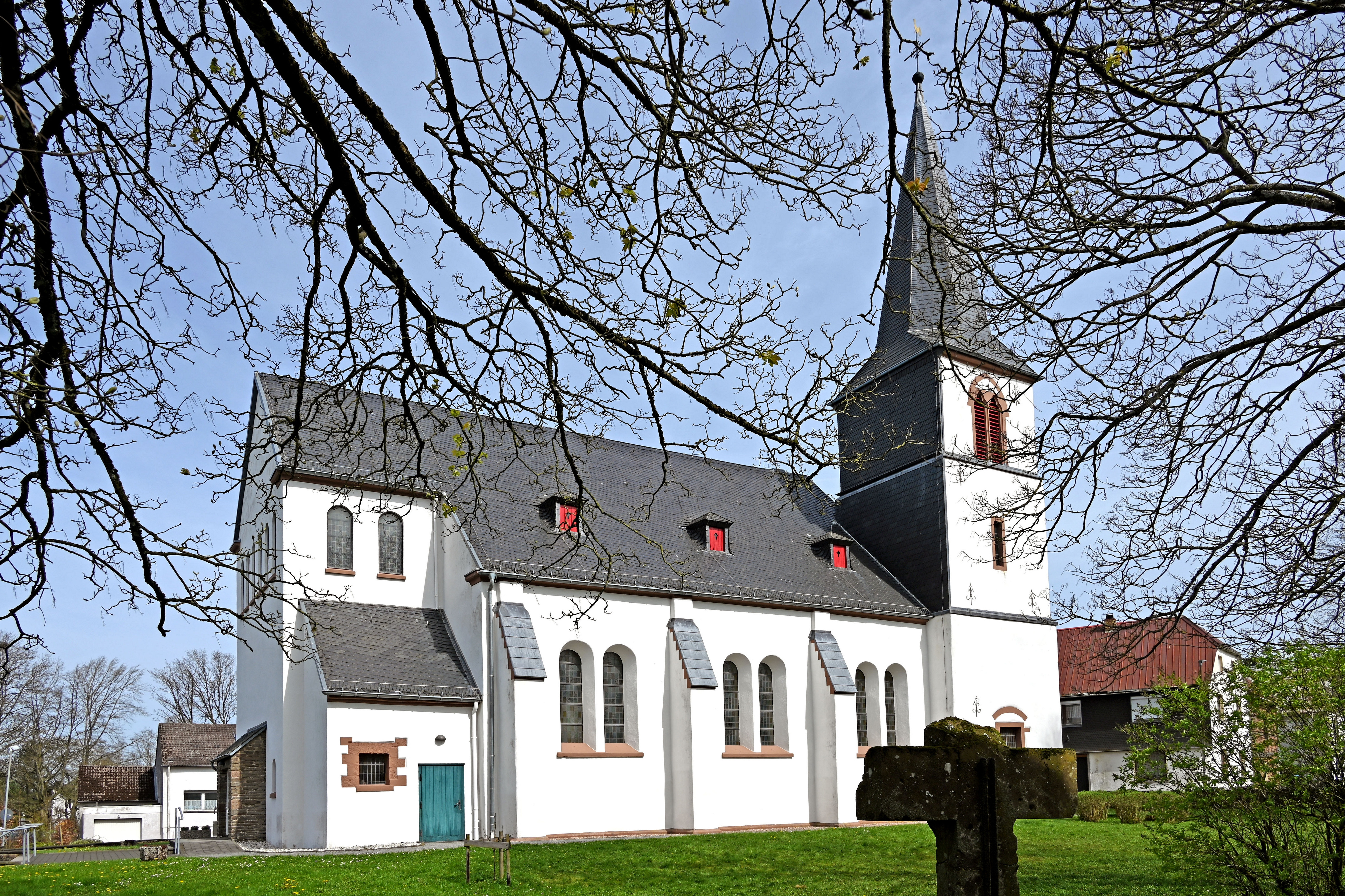
Außenansicht

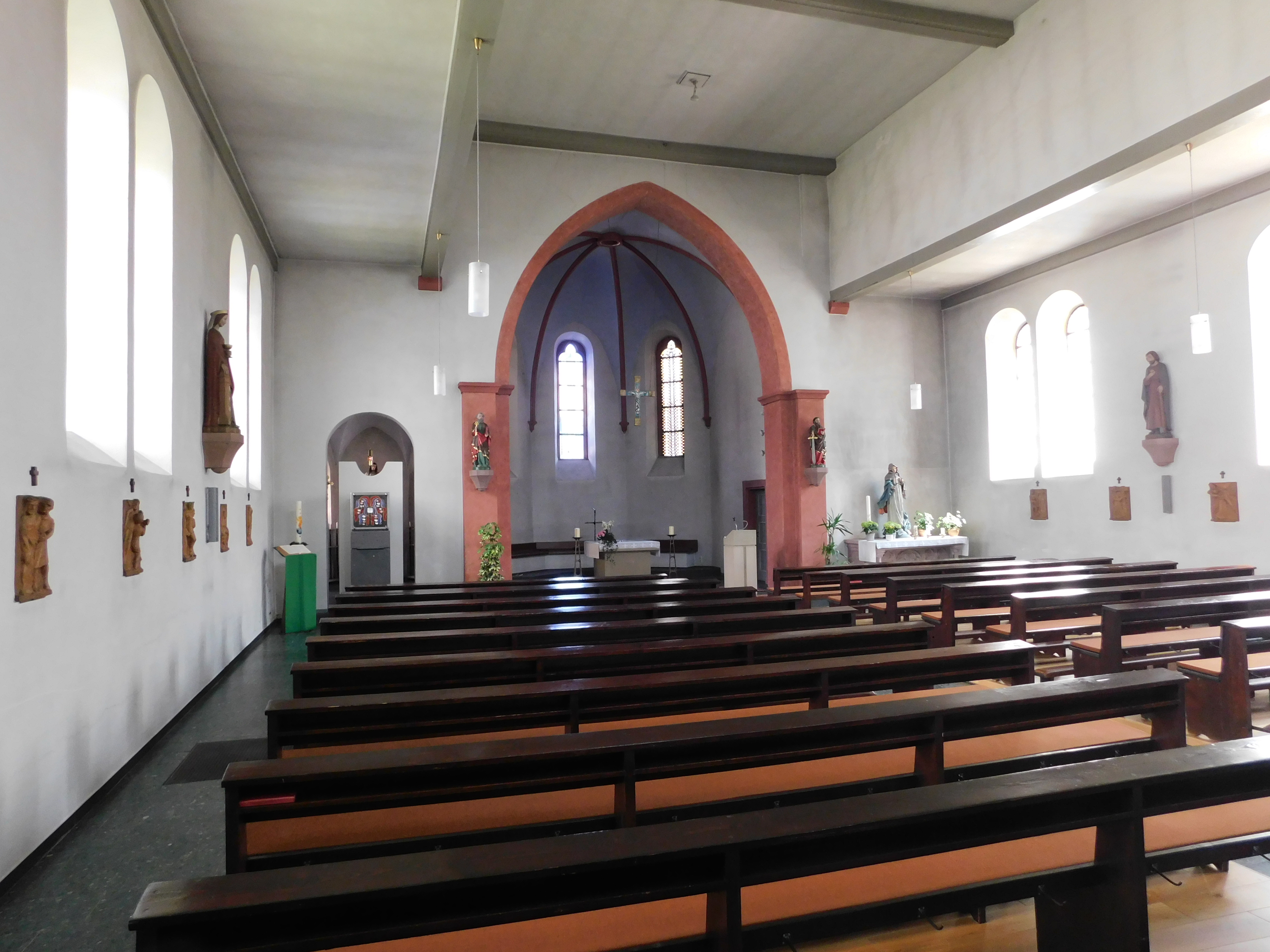
Innenansicht

St. Barbara ist die römisch-katholische Pfarrkirche des Hellenthaler Ortsteils Rescheid im Kreis Euskirchen in Nordrhein-Westfalen.

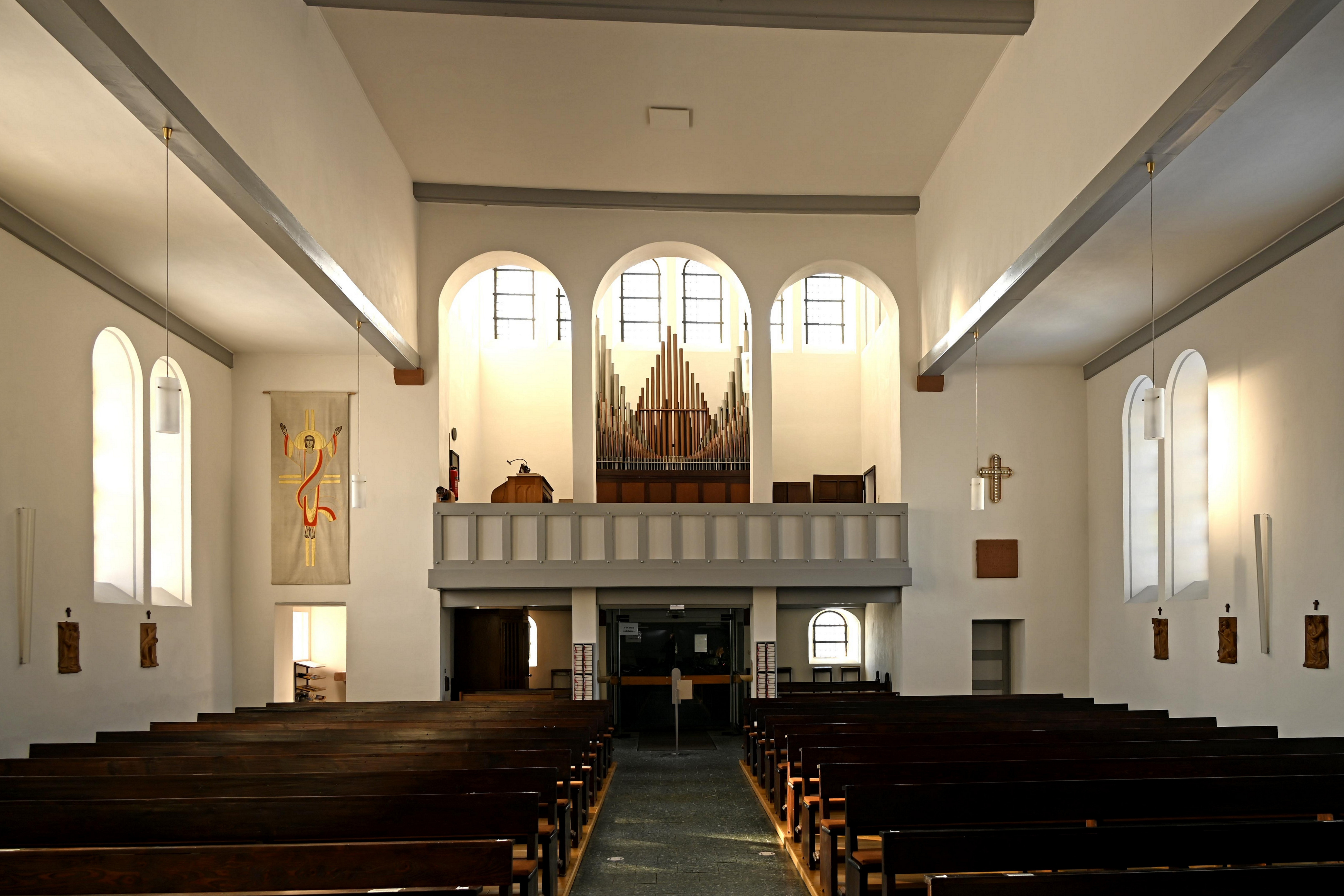
Blick durchs Mittelschiff zur Orgelempore

Die Kirche ist der hl. Märtyrerin Barbara und dem hl. Nikolaus geweiht. Zur Pfarre zählen die Filialen Giescheid mit der Kapelle St. Bartholomäus und Schnorrenberg mit der Kapelle St. Antonius sowie die Orte Kamberg, Neuhaus und Schwalenbach sowie die Weiler Aufbereitung II, Grube Wohlfahrt und Metzigeroder.

## Lage
Das Kirchengebäude liegt in der Ortsmitte von Rescheid an der Ostseite der Kreisstraße 68. Das Gebäude liegt auf einer Höhe von über 630 Metern.

## Allgemeines
1624 ist bereits eine Kapelle mit eigenem Vikar für Rescheid bezeugt. Bis zur Franzosenzeit war Rescheid eine Filiale der Pfarre Reifferscheid und wurde 1803 zur eigenständigen Pfarrei erhoben. Zu dieser Zeit gehörte Rescheid zum Bistum Trier und wurde 1825 dem Erzbistum Köln zugeteilt. Seit 1930 gehört die Pfarre nun zum Bistum Aachen. 1995 wurde das Pfarrgebiet durch die Erhebung der vormaligen Filialgemeinde Wolfert zur eigenständigen Pfarre am 3. Dezember deutlich verkleinert.

## Baugeschichte
Die 1624 erwähnte Kapelle wurde in der Mitte des 19. Jahrhunderts baufällig und ein Neubau erforderlich. Zwischen 1881 und 1882 wurde eine neue Kirche in Formen der Neugotik erbaut, von dem heute noch Turm und Chor erhalten ist. Durch die Auswirkungen des Zweiten Weltkriegs wurde die Pfarrkirche zwischen 1944 und 1945 stark beschädigt.
Der Wiederaufbau erfolgte bis 1949 nach Plänen des Architekten Peter Hensen. Hensen erhielt lediglich Chor, nördlichen Nebenchor und Glockenturm des Vorkriegsbaus und errichtete das Langhaus in modernen Formen neu. 1975 und 1985 erfolgten Renovierungen der Kirche unter der Leitung von Peter Lenzen, Hellenthal.

## Baubeschreibung
St. Barbara ist eine dreischiffige Hallenkirche in modernen Formen mit Resten der Vorgängerkirche. Der geostete Chor ist einjochig und dreiseitig geschlossen und wird von einem Kreuzrippengewölbe überspannt. An der Südwand ist der dreigeschossige Glockenturm mit achtseitiger Haube angebaut und an der Nordseite ein dreiseitig geschlossener Nebenchor. Diese Bauteile aus 1881/1882 sind im neugotischen Baustil erbaut. Daran schließt sich das dreijochige und dreischiffige Langhaus aus Ende der 1940er Jahre an, welches mit einer verputzen Flachdecke überspannt wird. Der Bau wird vor allem durch äußere Strebepfeiler und rundbogige Zwillingsfenster gegliedert. Die Kirche ist außen verputzt und weiß getüncht, wie es typisch für die Kirchengebäude in dieser Region ist.

## Geläut
Von den vier im Kirchturm hängenden Glocken aus Bronze wurden drei im Jahre 1958 von Johannes Mark in der Eifeler Glockengießerei in Brockscheid gegossen. Die zweitgrößte Glocke (namenlos) goss Karl (I) Otto von der Glockengießerei Otto in Hemelingen bei Bremen im Jahr 1898.
| Glocke | Name     | Durchmesser | Gewicht | Schlagton (HT-1⁄16) |
| ------ | -------- | ----------- | ------- | ------------------- |
| 1      | Maria    | 1169 mm     | 1000 kg | f′-3                |
| 2      | Barbara  | 1013 mm     | 665     | as′-1               |
| 3      | Cäcilia  | 865 mm      | 380 kg  | b′-1                |
| 4      | Antonius | 763 mm      | 280 kg  | des″-5              |

## Ausstattung

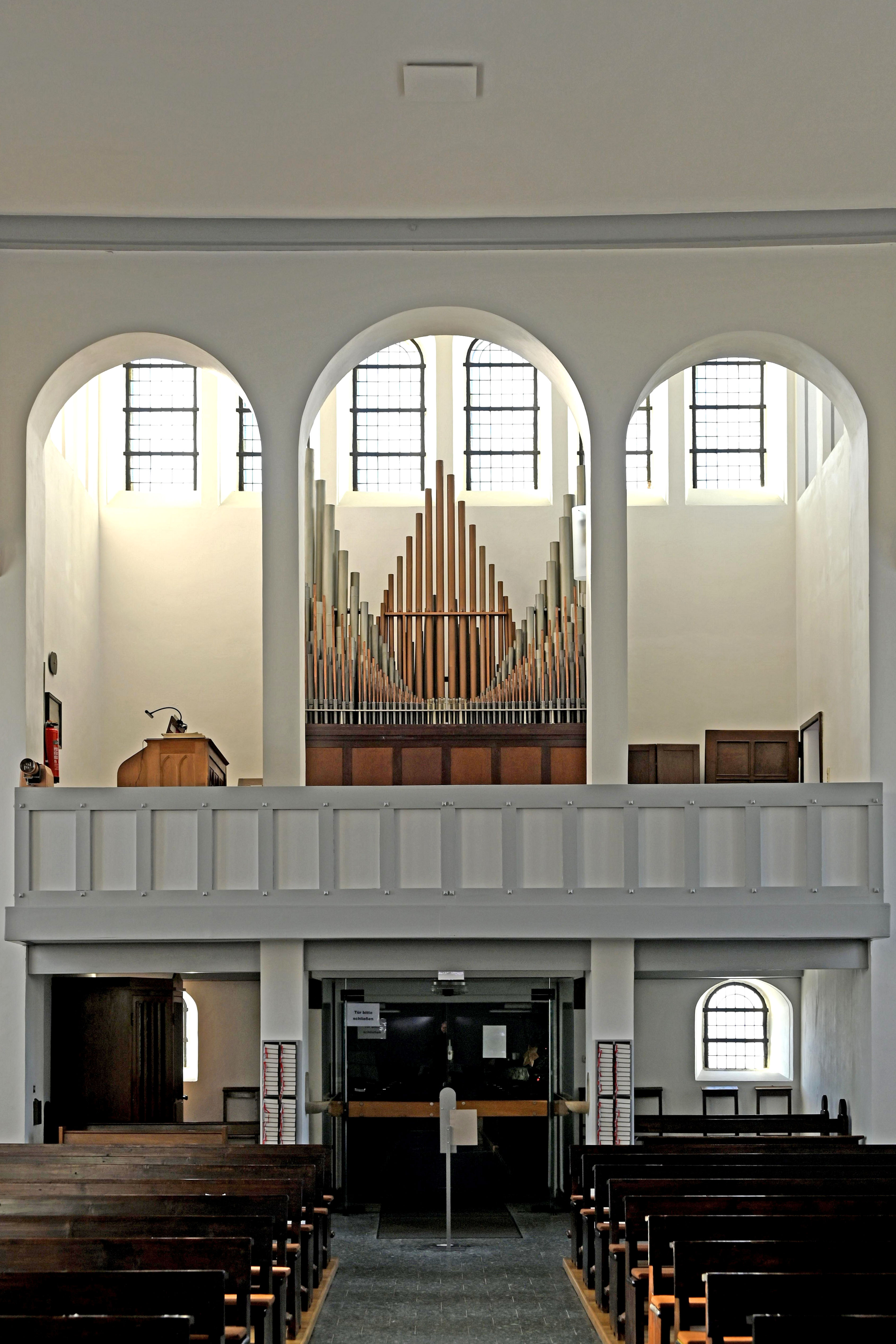
Weimbs-Orgel von 1934, II/P/10

In der Kirche befindet sich eine moderne Ausstattung. Die Orgel ist ein Werk des Hellenthaler Orgelbauers Weimbs, Opus 4, aus dem Jahr 1934. Das Instrument besitzt eine pneumatische Traktur und 10 Register auf zwei Manuale und Pedal verteilt.

## Pfarrer
Folgende Pfarrer wirkten bislang an St. Barbara als Seelsorger:
| - 1922–1932: Reiner Klein - 1932–1937: Anton Theissen - 1937–1940: Wilhelm Haerten - 1940–1944: August Werres - 1940–1953: Johannes Meurer - 1953–1985: Josef Wolter | - 1985–1987: Josef Witt - 1987–1989: Winfried Reidt - 1989–2001: Otto Stephan - 2001–2009: Lothar Tillmann - 2009–2023: Philipp Cuck - seit 020230: Thomas Schlütter |